# Houston, Houston, czy mnie słyszysz i inne opowiadania
Houston, Houston, czy mnie słyszysz i inne opowiadania, zbiór opowiadań autorstwa Jamesa Tiptree Jr., wydany w Polsce w 2000 roku przez Wydawnictwo Zysk i S-ka. Redaktorem zbioru był Wojtek Sedeńko.

## Spis opowiadań
- Kobiety, których mężczyźni nie dostrzegają (The Women Men Don't See)
- Wasze twarze, o siostry moje, wasze twarze wypełnione światłem (Your Faces, O My Sisters! Your Faces Filled of Light!)
- Houston, Houston, czy mnie słyszysz? (Houston, Houston, Do You Read?,  Nebula 1976, Hugo 1977)
- Jej dym unosi się wiecznie (Her Smoke Rose Up Forever)
- Miłość to plan, plan to śmierć (Love Is the Plan, the Plan Is Death,  Nebula 1973)
- Ostatniego popołudnia (On the Last Afternoon)
- Która czeka na wszystkich zrodzonych... (She Waits for All Men Born)
- Muzyka bogów (Slow Music)
- Kolor oczu neandertalczyka (The Color of Neandertal Eyes)